# مضيق أوماناك

خريطة المضيق.

مضيق أوماناك، هو مضيق بحري كبير في الجزء الشمالي الغربي من جرينلاند، وهو ثاني أكبر مضيق بحري في جرينلاند. ويصب في خليج بافن.